# Jackie Groenen
Jackie Groenen, RON (1994. december 17. –) Európa-bajnok és világbajnoki ezüstérmes holland női válogatott labdarúgó. A francia Paris Saint-Germain középpályása.

## Sikerei

### A válogatottban
Hollandia
- Európa-bajnok: 2017
- Világbajnoki ezüstérmes: 2019
- Algarve-kupa győztes: 2018

## Cselgáncs
Groenen a 15 év alatti országos versenyeken a 32 kg-os súlycsoportban három bajnoki címet is nyert 2007-ben, 2008-ban és 2009-ben.
2010-ben a 44 kg-osok között végzett az élen a 17 év alatti korosztályban Tilburgban. A teplicei Európa bajnokságon bronzérmes lett a 17 év alattiak között 40 kg-ban.
2011 februárjában az országos junior (20 év alatti korosztály) bajnoki címet hódította el a 44 kg súlycsoportban.
A cselgáncs mellett párhuzamosan labdarúgó karrierjét is építette, azonban egy csipősérülést követően az FCR 2001 Duisburg vezetősége megkérte, hogy döntsön mely sportágban kíván a jövőben érvényesülni. Groenen a labdarúgást részesítette előnyben, és végül úgy döntött, hogy befejezi a cselgáncsot.

## Magánélete
Groenen Tilburgban született, de gyermekkorát javarészt a belgiumi Poppel városában töltötte.